# Girija Prasad Koirala
Girija Prasad Koirala (Saharsa, Bihar, India, 4 de julio de 1925 - Katmandú, Nepal, 20 de marzo de 2010) fue un político nepalí. Fue el presidente de Nepal desde la salida del rey hasta la proclamación de la república. Su hermano B. P. Koirala fue primer ministro de Nepal entre 1959 y 1960.

## Biografía
Primer ministro de Nepal desde el 25 de abril de 2006 al 28 de mayo de 2008 y jefe de Estado en funciones de aquel país desde el 15 de enero de 2007 hasta el 23 de julio de 2008. Fue elegido primer ministro seis veces: de 1991 a 1994; de 1998 a 1999; de 2000 a 2001; y de 2006 a 2007. Fue el primer primer ministro elegido democráticamente en Nepal desde 1959, cuando su hermano Bishweshwar Prasad Koirala y el Congreso Nepalí convocaron las primeras elecciones democráticas del país. Era también el presidente del Partido del Congreso de Nepal y el líder de la Alianza de Ocho Partidos. Koirala fue un político activo durante más de 60 años.
En el año 2007, dentro de las medidas para poner término a la guerra civil, el Parlamento acordó abolir la monarquía, reemplazándola por una república federal que fue proclamada por la Asamblea Constituyente el 28 de mayo de 2008. El 15 de enero de 2007 el último monarca, Gyanendra, tuvo que ceder las funciones de jefe de Estado al primer ministro Girija Prasad Koirala, después de haber renunciado, durante el mes de abril de 2006, al gobierno ejercido de forma personal. Girija Prasad Koirala ostentó la jefatura del Estado hasta que la Asamblea Constituyente eligió a Ram Baran Yadav como presidente provisional hasta la aprobación de la nueva Constitución.
| Precedido por: Gyanendra Rey de Nepal | Jefe de Estado en Funciones 2007 - 2008 | Sucedido por: Ram Baran Yadav Presidente Provisional |